# Cenarrhenes nitida
Cenarrhenes nitida är en tvåhjärtbladig växtart som beskrevs av Jacques-Julien Houtou de La Billardière. Cenarrhenes nitida ingår i släktet Cenarrhenes och familjen Proteaceae. Inga underarter finns listade i Catalogue of Life.